# Ibrahim Hassan Addow
Ibrahim Hassan Addow (auch: Addou, somalisch Ibraahim Xasan Caddoow) (* im 20. Jahrhundert; † 3. Dezember 2009 in Mogadischu) war ein somalischer Politiker und Minister für Hochschulbildung.
Addow besaß die US-amerikanische Staatsbürgerschaft, hatte in den USA gelebt und im administrativen Bereich an der American University in Washington, D.C. gearbeitet, bevor er 1999 nach Somalia zurückkehrte. Als gemäßigter Islamist wurde er Leiter der Abteilung des Außenministeriums der Union islamischer Gerichte. Er war der Dekan der Benadir-Universität in Mogadischu.
Addow starb bei einem Selbstmordanschlag in Mogadischu während einer Examensfeier einer medizinischen Hochschule in einem Hotel-Ballsaal zusammen mit Mohamed Abdullahi Waayel und Qamar Aden Ali.